# Alifatické ketony
Alifatické ketony jsou ketony s alifatickým (rovným nebo rozvětveným) uhlíkovým řetězcem.

## Příklady
- aceton (dimethylketon) (propanon)
- ethylmethylketon (butanon)